# Nanni Galli
Giovanni Giuseppe Gilberto Galli (becenevén: Nanni; Bologna, 1940. október 2. – Prato, 2019. október 12.) olasz autóversenyző.

## Pályafutása
1968-ban második lett a Targa Florión, valamint negyedik a Le Mans-i 24 órás autóversenyen. Le Mans-ban elért helyezése egyben a P.2-es kategória győzelmét is jelentette. Ez a csoport az 1601–2000 cm³-es autók számára volt kihirdetve.
1970 és 1973 között összesen húsz versenyen vett részt a Formula–1-es világbajnokságon. Pontot érő pozícióban egyszer sem ért célba, legjobb helyezése az 1973-as brazil nagydíjon elért kilencedik helyezés.
Pályafutása alatt rajthoz állt több, a világbajnokság keretein kívül rendezett Formula–1-es versenyen is.

## Eredményei

### Le Mans-i 24 órás autóverseny
| Év   | Csapat           | Autó                  | Csapattárs     | Helyezés | Kiesés oka         |
| ---- | ---------------- | --------------------- | -------------- | -------- | ------------------ |
| 1968 | Autodelta SpA    | Alfa Romeo T33/2      | Ignazio Giunti | 4.       |                    |
| 1969 | Equipe Matra Elf | Matra-Simca MS630/650 | Robin Widdows  | 7.       |                    |
| 1970 | Autodelta SpA    | Alfa Romeo T33/3      | Rolf Stommelen | Kizárva  |                    |
| 1972 | Autodelta SpA    | Alfa Romeo T33/3      | Rolf Stommelen | Kiesett  | Sebességváltó hiba |

### Teljes Formula–1-es eredménylistája
(Táblázat értelmezése)

(Félkövér: pole-pozícióból indult; dőlt: leggyorsabb kört futott) 

| Év   | Csapat                     | Modell            | Motor           | 1      | 2     | 3      | 4      | 5      | 6      | 7      | 8      | 9      | 10     | 11     | 12  | 13  | 14  | 15  | Helyezés | Pont |
| ---- | -------------------------- | ----------------- | --------------- | ------ | ----- | ------ | ------ | ------ | ------ | ------ | ------ | ------ | ------ | ------ | --- | --- | --- | --- | -------- | ---- |
| 1970 | Bruce McLaren Motor Racing | McLaren M7D       | Alfa Romeo V8   | RSA    | ESP   | MON    | BEL    | NED    | FRA    | GBR    | GER    | AUT    | ITA Nk | CAN    | USA | MEX |     |     | -        | 0    |
| 1971 | STP March                  | March 711         | Alfa Romeo V8   | RSA    | ESP   | MON Nk | NED Ki |        |        | GER 12 | AUT 12 |        |        |        |     |     |     |     | -        | 0    |
| 1971 | STP March                  | March 711         | Cosworth V8     |        |       |        |        | FRA Ni | GBR 11 |        |        | ITA Ki | CAN 16 | USA Ki |     |     |     |     | -        | 0    |
| 1972 | Martini Racing Team        | Tecno PA123       | Tecno Flat-12   | ARG    | RSA   | ESP    | MON    | BEL Ki |        | GBR Ki | GER    | AUT Hn | ITA Ki | CAN    | USA |     |     |     | -        | 0    |
| 1972 | Scuderia Ferrari           | Ferrari 312B      | Ferrari Flat-12 |        |       |        |        |        | FRA 13 |        |        |        |        |        |     |     |     |     | -        | 0    |
| 1973 | Frank Williams Racing Cars | Iso-Marlboro FX3B | Cosworth V8     | ARG Ki | BRA 9 | RSA    |        |        |        |        |        |        |        |        |     |     |     |     | -        | 0    |
| 1973 | Frank Williams Racing Cars | Iso-Marlboro IR   | Cosworth V8     |        |       |        | ESP 11 | BEL Ki | MON Ki | SWE    | FRA    | GBR    | NED    | GER    | AUT | ITA | CAN | USA | -        | 0    |